# Solomon Warriors F.C.
Solomon Warriors FC là một câu lạc bộ bóng đá Quần đảo Solomon, trước đây có tên là Uncles FC. Đội bóng này cũng thi đấu ở S-League với tên gọi Wantoks.

## Thành tích
- Siêu cúp Melanesia:

Vô địch (2): 2014, 2015
- S-League:

Vô địch (7): 2011–12, 2013–14, 2015-16, 2017, 2018, 2019–2020, 2022–2023, 2023
Á quân (2): 2010–11, 2014–15
- Telekom S-League Championship Series:

Vô địch (2): 2011, 2012

## Nhân sự
| Vị trí                 | Tên           |
| Huấn luyện viên        | Moses Toata   |
| Trợ lý                 | Saeni Daudau  |
| Quản lý/ Bác sĩ        | Kenton Sade   |
| Bác sĩ vật lý trị liệu | Charles Gauba |
| Quản lý truyền thông   | Kenton Sade   |